# Corrimal
Corrimal är en förort i Australien.   Den ligger i kommunen City of Wollongong och delstaten New South Wales, i den sydöstra delen av landet, 190 km nordost om huvudstaden Canberra. Corrimal ligger 12 meter över havet och antalet invånare är 6 534.
Terrängen runt Corrimal är varierad. Havet är nära Corrimal österut. Trakten är tätbefolkad. Närmaste större samhälle är Wollongong, 5,1 km söder om Corrimal. 